# 巨大棘穗軟珊瑚
巨大棘穗軟珊瑚（学名：Dendronephthya gigantea）为穗珊瑚科棘穗軟珊瑚屬下的一个种。